# Chelonus multirimosus
Chelonus multirimosus är en stekelart som först beskrevs av Vladimir Ivanovich Tobias 1996.  Chelonus multirimosus ingår i släktet Chelonus och familjen bracksteklar. Inga underarter finns listade i Catalogue of Life.